# Аксштедт
Аксштедт (нем. Axstedt) — община в Германии, в земле Нижняя Саксония.
Входит в состав района Остерхольц. Подчиняется управлению Хамберген. Население составляет 1114 человек (на 31 декабря 2010 года). Занимает площадь 10,71 км².